# 2003 QQ91
2003 QQ91, também escrito como 2003 QQ91, é um objeto transnetuniano que está localizado no Cinturão de Kuiper, uma região do Sistema Solar. Este corpo celeste é classificado como um cubewano. Ele possui uma magnitude absoluta de 8,1 e tem um diâmetro estimado com 106 km.

## Descoberta
2003 QQ91 foi descoberto no dia 23 de agosto de 2003 pelo astrônomo Marc W. Buie.

## Órbita
A órbita de 2003 QQ91 tem uma excentricidade de 0,073 e possui um semieixo maior de 38,669 UA. O seu periélio leva o mesmo a uma distância de 35,847 UA em relação ao Sol e seu afélio a 41,492 UA.